# لیمبورخ (هلند)
لیمبورخ (به هلندی: Provincie Limburg)  جنوبی‌ترین استان از استان‌های دوازده‌گانه هلند است.
این استان در جنوب‌شرقی‌ترین بخش هلند قرار دارد و با استان‌های خلدرلاند و برابانت شمالی از شمال، آلمان از شرق، بلژیک از جنوب و جنوب غرب هم مرز است.
مرکز این استان، شهر ماستریخت است.
جمعیت آن ۱٬۱۳۱٬۹۶۸ و مساحت آن ۲٬۱۶۷ کیلومتر مربع است.